# Bisdom Loikaw
Het bisdom Loikaw (Latijn: Dioecesis Loikavensis) is een rooms-katholiek bisdom met als zetel Loikaw, in Myanmar. Het bisdom is suffragaan aan het aartsbisdom Taunggyi. 

## Geschiedenis
Het bisdom werd opgericht op 14 november 1988, uit delen van het bisdom Taunggyi, en was suffragaan aan het aartsbisdom Yangon. Op 17 januari 1998 veranderde het van kerkprovincie en werd suffragaan aan het nieuw verheven aartsbisdom Taunggyi. 

## Parochies
Het bisdom had in 2021 een oppervlakte van 11.730 km2 en telde 303.351 inwoners waarvan 30,3% rooms-katholiek was.

## Bisschoppen
- Sotero Phamo (14 november 1988 - 26 april 2014)
- Stephen Tjephe (15 november 2014 - 16 december 2020)
- Celso Ba Shwe (29 maart 2023 - heden; administrator sinds 17 december 2020)